# Werner Schnarr
Werner H. Schnarr, kanadski profesionalni hokejist, * 23. marec 1903, Kitchener, Ontario, Kanada, † 31. maj 1959.
Igral je na položaju centra za NHL moštvo Boston Bruins. 

## Kariera
Schnarr je izhajal iz velike hokejske družine, od katere članov se je le njemu uspelo prebiti v NHL. Vsega skupaj je bilo v družini 8 bratov, ki so igrali hokej v različnih ligah in klubih.
Schnarr je dve sezoni igral za NHL moštvo Boston Bruins. Član kluba je bil ob njegovi ustanovitvi leta 1924. Predtem je igral v OHA ligi, potem pa v različnih kanadskih ligah. 

### Pregled kariere
Odebeljeno - reprezentančni nastopi, glej tudi Statistika pri hokeju na ledu.
| Moštvo                    | Liga    | Sezona |    | Redni del | Redni del | Redni del | Redni del | Redni del | Redni del |   | Končnica | Končnica | Končnica | Končnica | Končnica | Končnica |
| ------------------------- | ------- | ------ | -- | --------- | --------- | --------- | --------- | --------- | --------- | - | -------- | -------- | -------- | -------- | -------- | -------- |
| Moštvo                    | Liga    | Sezona | OT | G         | P         | T         | +/-       | KM        | OT        | G | P        | T        | +/-      | KM       |          |          |
| Kitchener Union Jacks     | OHA-Sr. | 23/24  |    |           |           |           |           |           |           |   | 8        | 14       | 5        | 19       |          |          |
| Kitchener Greenshirts     | OHA-Sr. | 23/24  |    | 1         | 0         | 0         | 0         |           | 0         |   |          |          |          |          |          |          |
| Kitchener Twin City       | OHA-Sr. | 23/24  |    | 10        | 10        | 5         | 15        |           |           |   |          |          |          |          |          |          |
| Boston Bruins             | NHL     | 24/25  |    | 25        | 0         | 0         | 0         |           | 0         |   |          |          |          |          |          |          |
| Boston Bruins             | NHL     | 24/25  |    | 1         | 0         | 0         | 0         |           | 0         |   |          |          |          |          |          |          |
| Stratford Nationals       | CPHL    | 26/27  |    | 2         | 0         | 0         | 0         |           | 0         |   |          |          |          |          |          |          |
|                           |         |        |    |           |           |           |           |           |           |   |          |          |          |          |          |          |
| Kitchener Flying Dutchmen | CPHL    | 28/29  |    | 2         | 0         | 0         | 0         |           | 0         |   |          |          |          |          |          |          |
| Guelph Maple Leafs        | CPHL    | 29/30  |    | 27        | 17        | 19        | 36        |           | 16        |   | 4        | 3        | 5        | 8        |          | 8        |
| Kitchener Silverwoods     | OPHL    | 30/31  |    | 30        | 13        | 7         | 20        |           | 29        |   | 4        | 2        | 2        | 4        |          | 0        |
| Skupaj                    |         |        |    | 98        | 40        | 31        | 71        |           | 45        |   | 16       | 19       | 12       | 31       |          | 8        |

## Smrt
Werner H. Schnarr je umrl 31. maja 1959 za srčnim napadom v Guelphu. Na dan smrti je potoval v Guelph, njegovo truplo so našli v avtomobilu. Njegove ostanke so vrnili v njegovo rodno mesto za pogreb. 
Do smrti je vodil cvetličarno v Kitchenerju. 